# Szydło (broń)

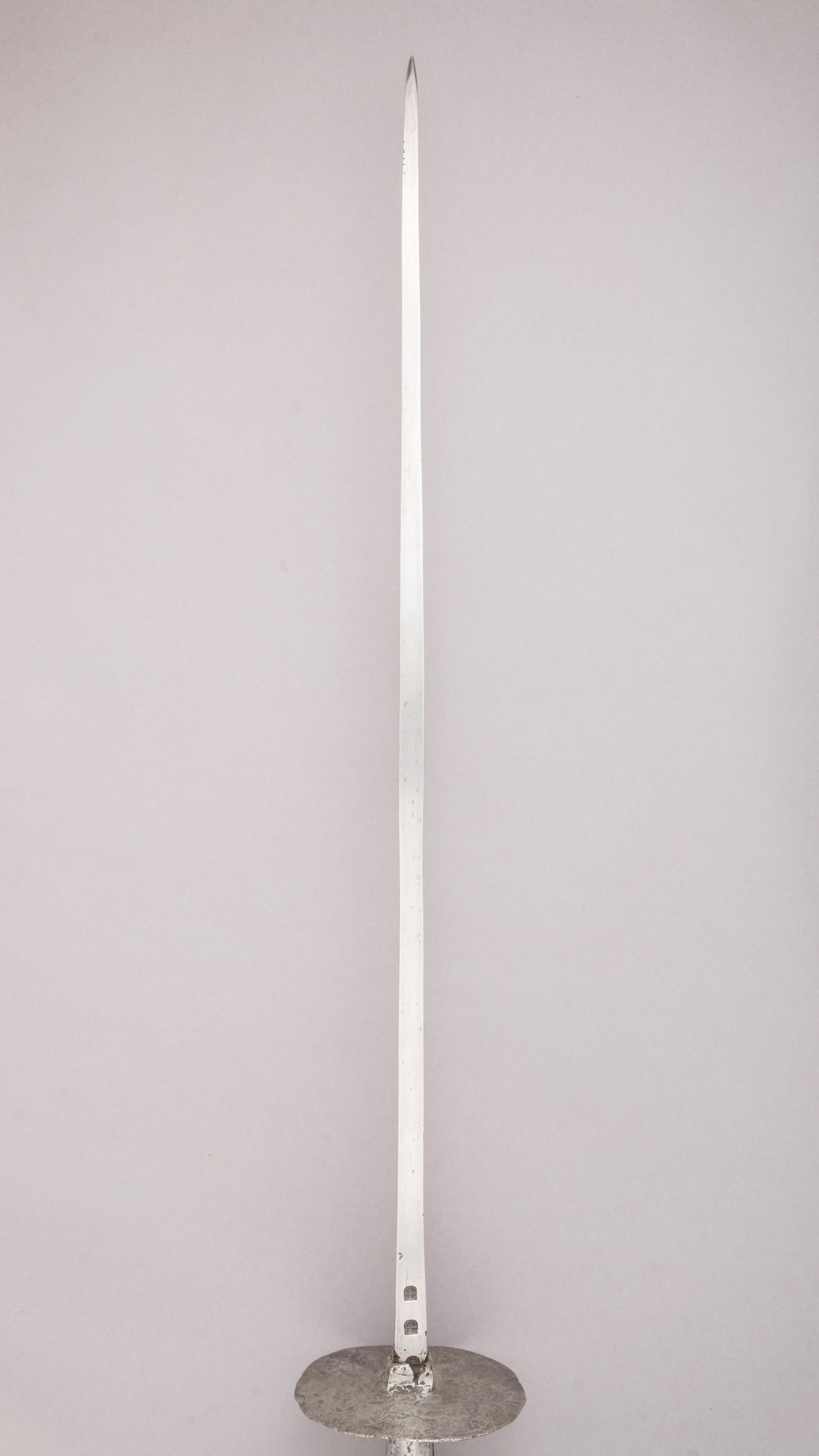
Żeleźce szydła

Szydło – broń drzewcowa o bardzo długim, czworograniastym grocie zaopatrzonym w niewielką tarczkę przy nasadzie. Szydło było bronią piechoty głównie w XV wieku.